# Manuel Rojas (escritor)
Manuel Rojas Sepúlveda (Buenos Aires, 8 de janeiro de 1896 — Santiago do Chile, 11 de março de 1973) foi um escritor e jornalista chileno.

## Romances
- Lanchas en la bahía (1932).
- La ciudad de los Césares (1936).
- Hijo de ladrón (1951).
- Mejor que el vino (1958).
- Punta de rieles (1960).
- Sombras contra el muro (1964).
- La oscura vida radiante (1971).